# Canon EF 1200mm-objectief
De EF 1200mm f/5.6L USM is een teleobjectief gemaakt door de Japanse fabrikant Canon. Dankzij de EF-lensvatting is dit objectief geschikt voor de EOS-cameralijn van dezelfde fabrikant. Het objectief werd ontwikkeld voor sport- en natuurfotografen en is zowel extreem kostbaar als zeldzaam. Volgens Canon is de EF 1200mm f/5.6L USM 'het grootste verwisselbare spiegelreflexobjectief ter wereld'.

## Achtergrond
Oorspronkelijk werd het objectief ontwikkeld voor de Canon FD-lensvatting maar aangezien Canon eind jaren 80 de EF-lensvatting presenteerde werd de ontwikkeling overgezet naar het nieuwe platform. Het objectief is opgebouwd uit een metalen body met plastic onderdelen en schakelaars. Vanwege het grote gewicht werd het objectief geleverd met een verstevigd statief en op maat gemaakte transportkoffer.
Het objectief was niet te koop in de winkel en werd uitsluitend op aanvraag door Canon gemaakt. Het productieproces nam meer dan een jaar in beslag en Canon maakte gemiddeld slechts twee exemplaren per jaar.
Het totale productie-aantal is onbekend maar schattingen schommelen tussen de 20 en 100 exemplaren. Tijdens zijn introductie in 1993 moest er bijna 70.000 Euro voor het objectief worden neergeteld.